# Dmitrij Skopincev
Dmitrij Vladimirovič Skopincev (in russo Дми́трий Влади́мирович Ско́пинцев?; Voronež, 2 marzo 1997) è un calciatore russo, difensore della Dinamo Mosca.

## Caratteristiche tecniche
È un esterno sinistro.

## Carriera
Ha esordito il 23 ottobre 2015 con la maglia del Liefering in occasione del match perso 1-0 contro il Wiener Neustadt.

## Statistiche

### Presenze e reti nei club
Statistiche aggiornate all'8 dicembre 2018.
| Stagione        | Squadra         | Campionato      | Campionato | Campionato | Coppe nazionali | Coppe nazionali | Coppe nazionali | Coppe continentali | Coppe continentali | Coppe continentali | Altre coppe | Altre coppe | Altre coppe | Totale | Totale | Totale |
| Stagione        | Squadra         | Comp            | Pres       | Reti       | Comp            | Pres            | Reti            | Comp               | Pres               | Reti               | Comp        | Pres        | Reti        | Pres   | Reti   |        |
| --------------- | --------------- | --------------- | ---------- | ---------- | --------------- | --------------- | --------------- | ------------------ | ------------------ | ------------------ | ----------- | ----------- | ----------- | ------ | ------ | ------ |
| 2015-2016       | Liefering       | 1L              | 13         | 0          | CA              | 0               | 0               |                    | -                  | -                  |             | -           | -           | 13     | 0      |        |
| 2016-gen. 2017  | Rostov          | PL              | 1          | 0          | CR              | 1               | 0               | UCL                | 0                  | 0                  |             | -           | -           | 2      | 0      |        |
| gen.-giu. 2017  | Baltika         | 1D              | 12         | 1          | CR              | 0               | 0               |                    | -                  | -                  |             | -           | -           | 12     | 1      |        |
| 2017-gen. 2018  | Baltika         | 1D              | 24         | 10         | CR              | 1               | 0               |                    | -                  | -                  |             | -           | -           | 25     | 10     |        |
| Totale Baltika  | Totale Baltika  | Totale Baltika  | 36         | 11         |                 | 1               | 0               |                    | -                  | -                  |             | -           | -           | 37     | 11     |        |
| gen.-giu. 2018  | Rostov          | PL              | 10         | 0          | CR              | 0               | 0               |                    | -                  | -                  |             | -           | -           | 10     | 0      |        |
| giu.-dic. 2018  | Rostov          | PL              | 15         | 0          | CR              | 2               | 1               |                    | -                  | -                  |             | -           | -           | 17     | 1      |        |
| Totale Rostov   | Totale Rostov   | Totale Rostov   | 26         | 0          |                 | 3               | 1               |                    | -                  | -                  |             | -           | -           | 29     | 1      |        |
| Totale carriera | Totale carriera | Totale carriera | 75         | 11         |                 | 3               | 1               |                    | -                  | -                  |             | -           | -           | 78     | 12     |        |